# Internationaler Tag zur Beendigung der Straflosigkeit für Verbrechen an Journalisten

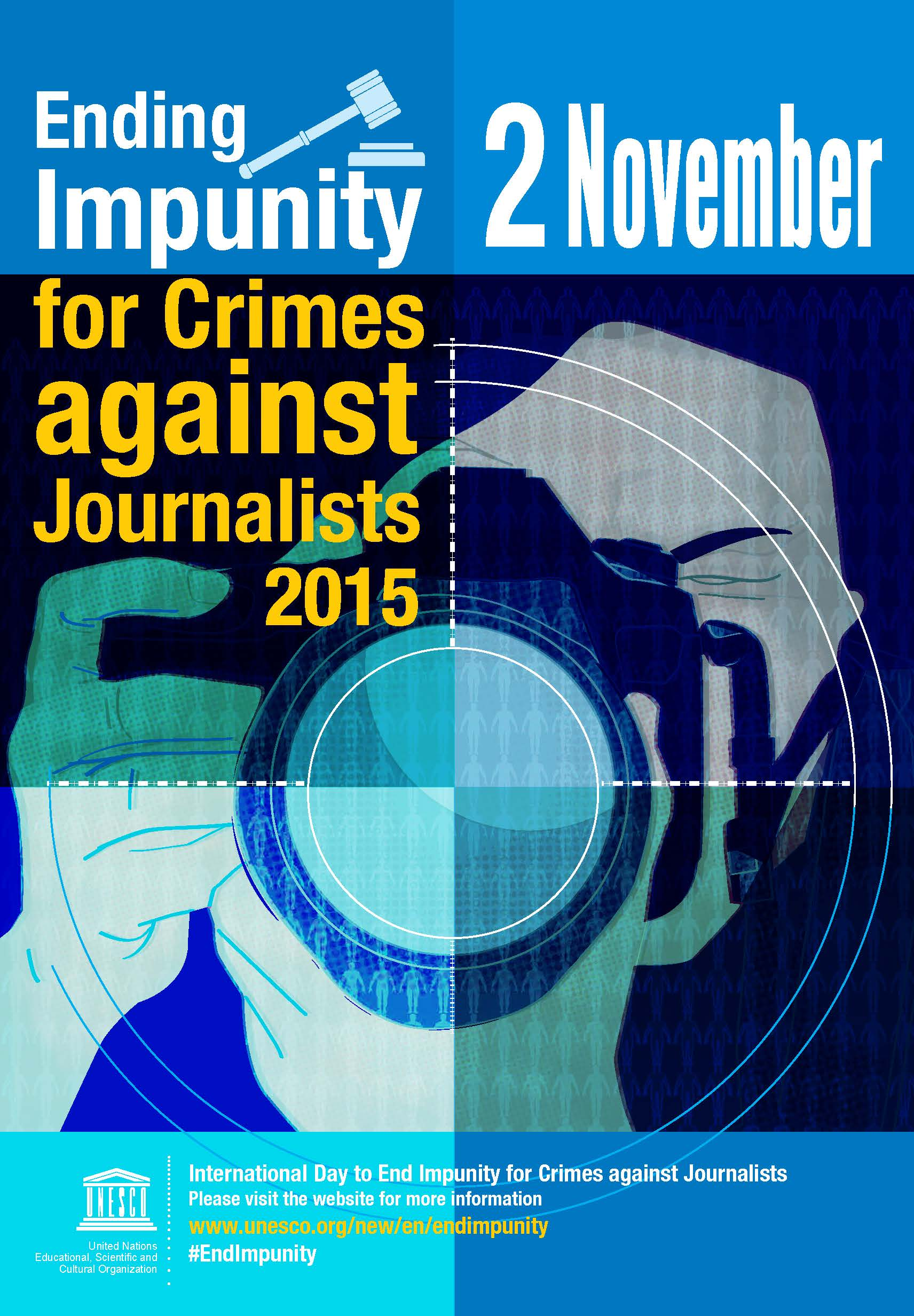
Poster zum Internationalen Tag zur Beendigung der Straflosigkeit für Verbrechen an Journalisten

Der Internationale Tag zur Beendigung der Straflosigkeit für Verbrechen an Journalisten (englisch: International Day to End Impunity for Crimes Against Journalists) ist ein von den Vereinten Nationen anerkannter internationaler Tag, der jährlich am 2. November stattfindet.

## Beschreibung
Der Tag soll auf das weltweit nach wie vor sehr hohe Maß an Straflosigkeit für Verbrechen an Journalisten aufmerksam machen und Maßnahmen zur Verbesserung der Sicherheit von Medienmitarbeitern fördern.
Zwischen 2006 und 2024 wurden weltweit über 1700 Journalisten getötet, wobei laut der UNESCO-Beobachtungsstelle für getötete Journalisten in fast 9 von 10 Fällen diese Morde juristisch ungelöst bleiben. Die Straflosigkeit für Angriffe auf Journalisten beeinträchtigt die Pressefreiheit erheblich und schränkt das öffentliche Bewusstsein sowie die konstruktive Debatte ein.
Am 2. November werden Organisationen und Einzelpersonen weltweit dazu aufgerufen, über ungelöste Fälle in ihren Ländern zu sprechen und sich an Regierungsstellen zu wenden, um Maßnahmen und Gerechtigkeit zu fordern. Die UNESCO organisiert Sensibilisierungs-Kampagnen basierend auf den Erkenntnissen des zweijährlichen Berichts des UNESCO-Generaldirektors über die Sicherheit von Journalisten und die Gefahr der Straflosigkeit. Zudem nutzen die UNESCO und zivilgesellschaftliche Gruppen diesen Tag, um Berichte, Veranstaltungen und Initiativen zum Thema Straflosigkeit bei Verbrechen gegen die Meinungsfreiheit zu starten.

## Geschichte
Das International Freedom of Expression Exchange (IFEX), ein globales Netzwerk zur Verteidigung und Förderung der Meinungsfreiheit, erklärte 2011 den 23. November zum „Internationalen Tag zur Beendigung der Straflosigkeit“. Dieses Datum wurde gewählt, um an das Massaker von Ampatuan 2009 (auch bekannt als das Massaker in Maguindanao) zu erinnern, den tödlichsten Einzelangriff auf Journalisten in der jüngeren Geschichte, bei dem 57 Personen, darunter 32 Journalisten und Medienmitarbeiter, ermordet wurden.
Im Dezember 2013 verabschiedete die 68. Generalversammlung der Vereinten Nationen, nach erheblichem Lobbying von IFEX-Mitgliedern und anderen Verfechtern der Meinungsfreiheit, die Resolution 68/163. Diese erkennt den 2. November als „Internationalen Tag zur Beendigung der Straflosigkeit für Verbrechen an Journalisten“ an. Das Datum des UN-Tages markiert den Tod von Ghislaine Dupont und Claude Verlon, zwei französischen Journalisten, die 2013 während ihrer Berichterstattung in Mali getötet wurden.
IFEX koordiniert seither die „No Impunity Campaign“, die sich ganzjährig für Personen einsetzt, die wegen ihrer freien Meinungsäußerung angegriffen werden.
Seit 2013 finden global Gedenkveranstaltungen statt.